# ФК Шомођ
ФК Шомођ (мађ. Somogy FC), је мађарски фудбалски клуб из Капошвара, Шомођ (жупанија) Мађарска.

## Историја клуба
ФК Шомођ је основан као ФК Капошвар АЦ 1926. године. Дебитовао у првој мађарској лиги у сезони 2028/29. и првенство завршио на осмом месту.

### Историја имена клуба
- 1926: основан као ФК Капошвар (Kaposvári AC)
- 1926–1935 ФК Шомођ (Somogy FC)
- 1935: сјединио се са ФК Печуј−Барања (Pécs-Baranya FC)
- 1935–1936: ФЦ Шомођи Барања (Somogy Baranya FC)
- 1936: угашен